# Lara Baladi
Lara Baladi (Beirut, Líbano, 1969) es una fotógrafa, archivista y artista multimedia egipcio-libanesa. Se educó en París y Londres y actualmente vive en El Cairo. Baladi expone y publica en todo el mundo. Su obra abarca fotografía, video, montajes visuales/collages, instalaciones, construcciones arquitectónicas, tapices, esculturas e incluso perfumes. Gran parte de su trabajo refleja su «preocupación por el contexto sociopolítico extremadamente alarmante de Egipto».

## Trabajo
Desde 1997 es miembro de la Arab Image Foundation (AIF), para la que dirige editoriales de revistas y es comisaria de exposiciones y residencias de artistas. Fue comisaria de la residencia de artistas Fenenin el Rehal (Nomadic Artists) en el desierto blanco de Egipto en 2006   y participó en talleres y conferencias en todo el mundo. Baladi está representada por la Townhouse Gallery of Contemporary Art de El Cairo y la Galería IVDE de Dubái. Baladi recibió una beca de la Fundación Japón en 2003 para investigar el manga y el anime en Tokio. Entre otros lugares del mundo, participó en el programa de residencia de VASL en Karachi, Pakistán en 2010. La amplitud y variedad de la experiencia internacional de Baladi influye en el uso que hace de la iconografía de numerosas culturas. 

### Fotomontaje
En 2000, participó en The Desert, una exposición colectiva en la Fundación Cartier de París con Om El Dounia (Mother of the World),] un vasto mosaico de fotografías con colores muy saturados.[9] Esta pieza, aunque lúdica y con muchas referencias a la cultura pop, es también una exploración de la historia bíblica de la creación.
En 2007, Baladi presentó una obra titulada Justice for the Mother, en la que se retrata a los dirigentes de los países árabes. La considera parte de una serie que denomina «fotografía antropológica», en la que reúne series de fotografías que cuentan una historia más amplia. En esta obra, Baladi se inspira en influencias de las tradiciones occidentales e islámicas, creando «estudios fantásticos y lúdicos de la historia, la cultura y la reflexión personal».
Sandouk el Dounia (The World in a Box), es una enorme composición de cientos de fotografías escaneadas. El nombre de la pieza hace referencia al tradicional teatro callejero para niños en El Cairo. Sandouk se presentó en 2009 en la exposición colectiva Tarjama/Translation del Queens Museum y en 2011 en la exposición colectiva de la Bienal de Venecia Penelope’s Labor: Weaving Words and Images. Los críticos lo calificaron como  «una versión de un tapiz gigante de un collage fotográfico lleno de imágenes de heroínas de acción»". 

### Instalaciones
Una enorme instalación titulada Al Fanous el Sehryn (the Magic Lantern) se mostró en la Galería Townhouse de El Cairo en 2003. La obra consiste en «una gran estrella de ocho puntas construida en acero -aproximadamente 23 pies de diámetro- y una serie de cajas de luz que contienen imágenes saturadas de color producidas a partir de fotografías de rayos X de una muñeca embarazada dando a luz». El arte sugiere una naturaleza cíclica en la que las imágenes de la muñeca crecen sin cesar y luego dan a luz una y otra vez. La forma de la estrella se inspiró en los candelabros que cuelgan en la mezquita de Mohammed Alí en la Ciudadela de El Cairo.
Su instalación Roba Vecchia  se presentó en 2006 en la Galería Townhouse de El Cairo, en 2007 en la Bienal de Sharjah  y en 2009 en Arabesques, una exposición de arte contemporáneo árabe en el Centro John F. Kennedy para las Artes Escénicas de Whashington  y se describió como un «caleidoscopio a escala humana», que «incorporó imágenes de la cultura pop, y luego las hizo añicos en geometrías en constante cambio»,] y en las que «el participante se ve inmerso en un entorno psicodélico en el que las imágenes, que cambian rápida pero sistemáticamente, envuelven al espectador».
Borg el Amal (Tower of Hope), una efímera construcción e instalación de sonido, ganó el Grand Nile Award en la Bienal de El Cairo 2008/2009. La inspiración para la torre proviene de los barrios bajos que rodean El Cairo conocidos como ashwa'iyat (cosas al azar). Su propia torre en Borg el Amal fue construida con materiales similares a los ashwa'iyat y permitió al público experimentar la música bajo el cielo de la ópera. Toda la instalación es un desafío a «la censura de la era Mubarak y abordó la ignorancia del Estado sobre [esa difícil situación social]», que Baladi vio como un problema que comparó con una «bomba de relojería a punto de explotar».

### Tahrir
Durante la revolución egipcia de 2011, Baladi cofundó dos iniciativas mediáticas: Radio Tahrir y Tahrir Cinema. Ambos proyectos fueron inspirados e informados por los dieciocho días que derribaron el liderazgo del líder egipcio, Hosni Mubarak.
Radio Tahrir surgió cuando Baladi y sus amigos, junto con otras personas de ideas afines, comenzaron a importar el equipo necesario para poner en marcha una estación de radio pirata. Radio Tahrir fue la primera radio online gratuita en Egipto.
Tahrir Cinema fue cofundado con Mosireen, una iniciativa mediática egipcia sin fines de lucro. El proyecto sirvió como plataforma pública para construir y compartir un archivo de video sobre y para la revolución. El impulso para crear el Cine Tahrir vino del caos que rodeó la segunda sentada en Tahrir: «La gente gritaba y gritaba en los escenarios a los micrófonos», dice, «había tanta información difundida flotando alrededor, pero no se enfocaba». Su formación como artista visual le ayudó a organizar, mostrar y compartir documentos relacionados con la revolución usando estas plataformas.
Tahrir Cinema se estrenó el 14 de julio de 2011. El público lo experimentó como una película mostrada en una pantalla construida de madera y plástico en la calle principal de la plaza. Alrededor de la pantalla había alfombras para que la gente se sentara y áreas para que una mayor cantidad de gente de pie viera las imágenes. Lara Baladi creó una colección de imágenes que incluía videos filmados por activistas directamente involucrados en la revolución. Fue muy amplia en su colección, incluso mostrando «protestas de solidaridad» desde Londres. El poder ver y experimentar imágenes y videos tomados por ciudadanos en Egipto fue una ruptura abrupta con el régimen de Mubarak, donde la fotografía estaba prohibida en muchas áreas de Egipto. El nombre de la pieza hace referencia al tradicional teatro de calle para niños en El Cairo. Sandouk fue presentada en 2009 en la exposición colectiva Tarjama/Translation del Museo de Arte de Queens y en 2011 en la exposición colectiva Penelope’s Labor: Weaving Words and Images.  de la Bienal de Venecia. Los críticos la llamaron «una versión de tapiz gigante de un collage fotográfico lleno de imágenes de heroínas de acción». Baladi escribió, «la gente en la plaza tomó fotos porque sintieron la responsabilidad social de hacerlo... La cámara se convirtió en un arma no violenta dirigida directamente al estado, denunciándolo».

### Continuando el trabajo
Baladi recibió una beca del Laboratorio Documental Abierto del Instituto Tecnológico de Massachusetts (MIT) para 2014 y 2015 con el fin de investigar, archivar y crear un proyecto de activismo transmedia llamado Vox Populi, Archiving a Revolution in the Digital Age. Vox Populi es un documental multimedia que consiste en un archivo de artículos, imágenes y videos que Baladi estuvo reuniendo desde el 25 de enero de 2011. Preservar lo efímero y las imágenes de la revolución en Tahrir es importante para Baladi. Escribió que «la mayoría de las imágenes de los 18 días [de protesta] desapareciendo en un pozo sin fondo gracias al algoritmo PageRank de Google, ¿la visión de un posible nuevo mundo que la gente vislumbró en la Plaza Tahrir morirá junto con sus rastros digitales?»" Esta expresión de la naturaleza fugaz del mundo digital informa su trabajo actual.

## Exposiciones individuales seleccionadas
- 2015 Perspectives, Arthur M. Sackler Gallery, Washington D. C., USA.

- 2011 Hope, NY Abu Dhabi University Gallery, Nueva York , NY, USA.

- 2010 Diary of the Future, Gallery Isabelle Van Den Eynde, Dubái, EAU.

- 2008 Surface of Time, B21 Art Gallery, Dubái, EAU.

- 2006 Towards the Light, 20 screen projections along one kilometer of the seashore on opening night of Image of the Middle East Festival, Copenhagen International Theatre, Dinamarca

- Roba Vecchia, Townhouse Gallery of Contemporary Art, El Cairo, Egipo.

- 2004-6 Kai’ro Lansmuseet, Vasternorrland, Harnosand, Suecia, 2005-6.

- Nikolai, Copenhagen Contemporary Art Centre, Dinamarca, 2005.

- Pori Museum, Pori, Finlandia, 2005.

- Bilmuseet, Umea, Suecia, 2004.

- 2002 Al Fanous Al Sehry, Townhouse Gallery of Contemporary Art, El Cairo.

- 2001 Sandouk Al Dounia.

- El Nitaq Festival, Cairo, Egypt Ashkal Alwan, Beirut, Lebanon